# Хёринг, Лори
Лори Энн Хёринг (англ. Lori Ann Heuring, 6 апреля 1973 года) — американская актриса, наиболее известная по фильмам «Своя тусовка» (2000), «Последняя истина» (2001), «Малхолланд Драйв» (2001), «Табу» (2002) и «Дом Зомби» (2006).

## Краткая биография
Лори Хёринг родилась в городе Панама, в одноименной стране, однако в раннем возрасте переехала в Остин, штат Техас, в котором выросла. В детстве кроме выступления в театре также в течение 10 лет занималась фигурным катанием. Повзрослев она решила переехать в Лос-Анджелес, чтобы стать актрисой. Лори поддерживает тесные отношения со своими родителями, оставшимися в Остине, навещая их при каждой возможности. У неё есть брат Джэйсон, проживающий в Хьюстоне, Техас, вместе со своей женой.

## Фильмография
- «Восемь секунд» (1994)
- «Animal Room» (1995)
- «Get a Job» (1998)
- «Братья Ньютон» (1998)
- «Restaurant» (1998)
- «Weeping Shriner» (1999)
- «The Operator» (2000)
- «Snake Tales» (2000)
- «Своя тусовка» (2000)
- «Just Sue Me» (2000)
- «Nailed» (2001)
- «Малхолланд Драйв» (2001)
- «Pretty When You Cry» (2001)
- «True Blue» (2001)
- «King’s Highway» (2001)
- «Taboo» (2002)
- «Two Harbors» (2003)
- «Connecting Dots» (2003)
- «Управление гневом» (2003)
- «Вердикт за деньги» (2003)
- «Mummy an' the Armadillo» (2004)
- «Король футбола: Кубок Европы» (2004)
- «Mummy an' the Armadillo» (2004)
- «Неразгаданное» (2005)
- «8 миллиметров 2» (2005)
- «False Prophets» (2006)
- «Dом Zомби» (2006)
- «Выпускной» (2008)
- «The Poker Club» (2008)
- «Hunger» (2009)
- «Within» (2009)

## Интересные факты
- В 2000 году Лори Хёринг была включена в список журнала "Maxim" Hot 100 List под 64-м номером.